# Aridez

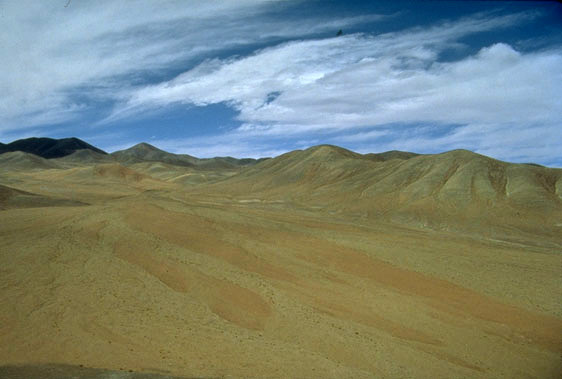
Deserto do Atacama, no Chile, um dos ambientes mais áridos do mundo.

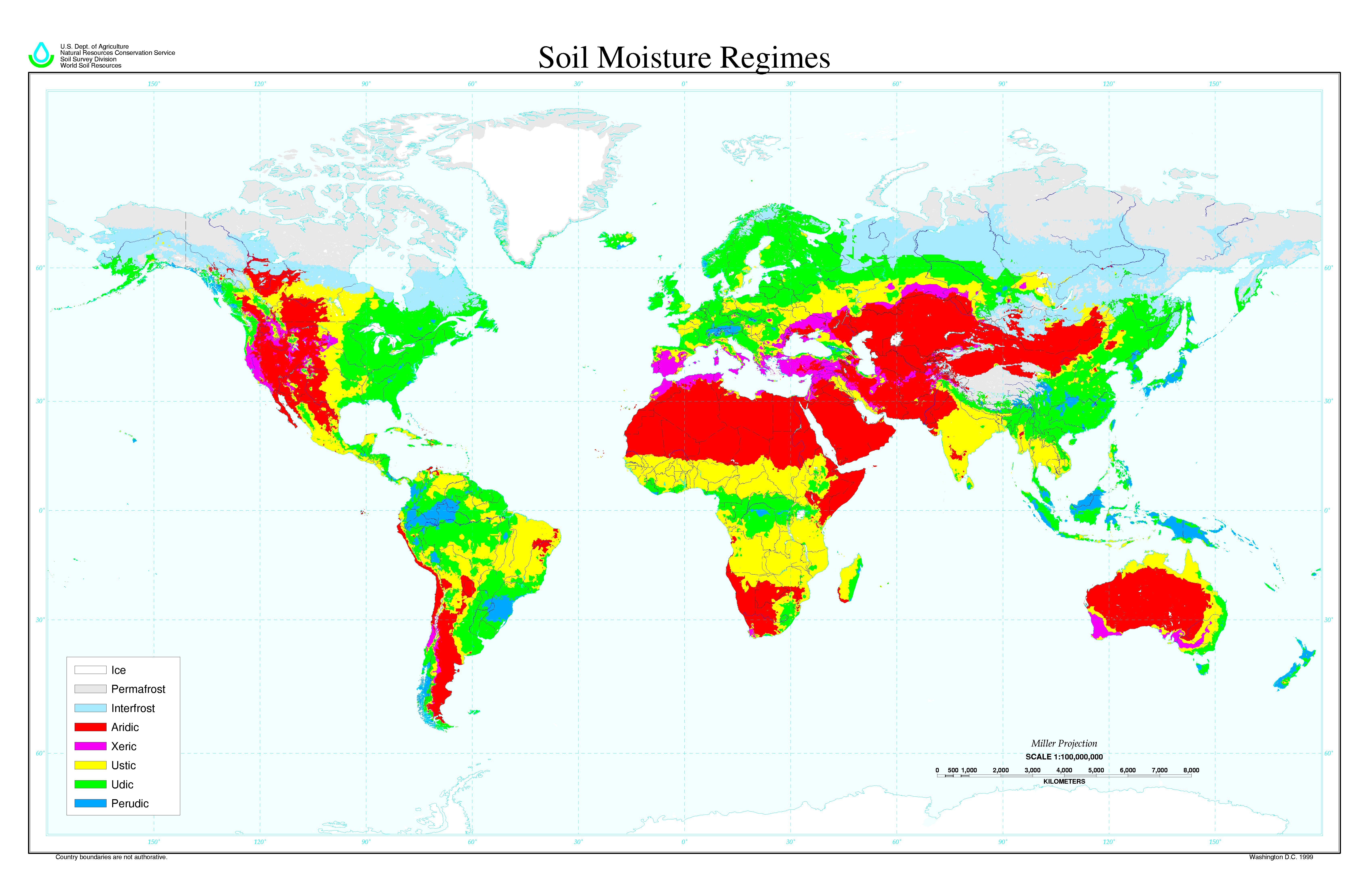
Mapa de distribuição mundial dos regimes de humidade do solo de acordo com a USDA Soil Taxonomy. Aridic (em vermelho) correspondendo a um clima desértico e árido, descreve os solos que requerem irrigação para serem utilizados para as culturas. Solos com regime de humidade Ustic (em amarelo), correspondentes a climas semiáridos, podem produzir culturas de sequeiro, mas a humidade do solo será limitada durante parte do estação de crescimento.

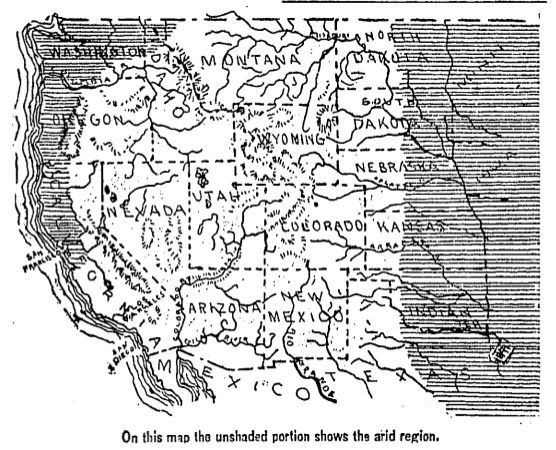
Regiões áridas do oeste dos Estados Unidos num mapa de 1893.

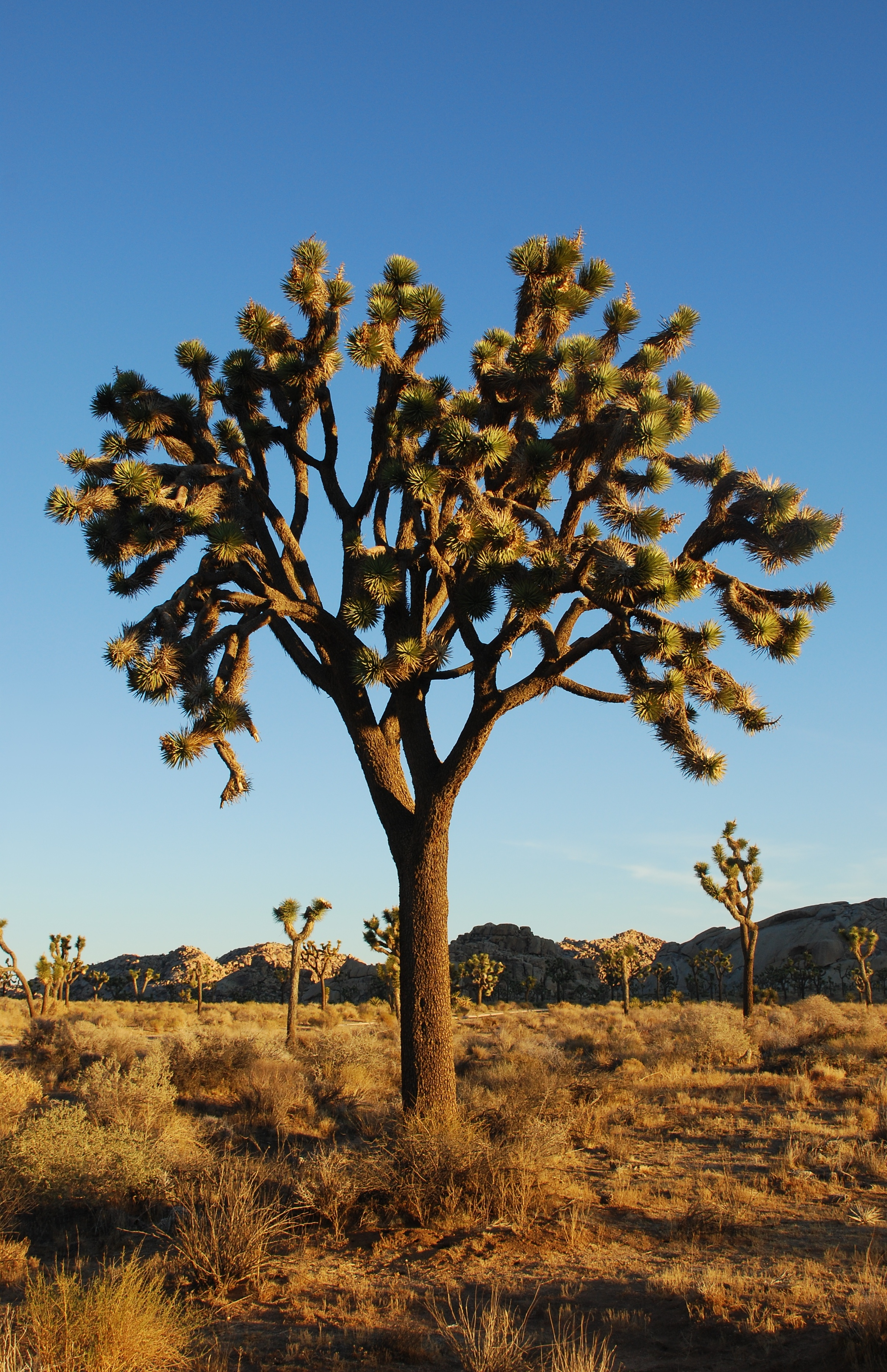
Um exemplo de um organismo que vive em ambientes com elevada aridez: a «árvore-de-josué» (Yucca brevifolia), uma planta xerófila do Deserto de Mojave, nos Estados Unidos.

Aridez é uma característica do clima que resulta do déficit hídrico gerado pela insuficiência da precipitação média e face à evapotranspiração potencial numa dada região. Assim, o grau de aridez depende da diferença entre a quantidade de água proveniente da precipitação e a perda máxima possível de água através da evaporação e transpiração (a evapotranspiração potencial). Quando a evapotranspiração potencial excede a precipitação, o consequente deficit hídrico conduz a uma crescente falta de água disponível, que no limite se traduz numa insuficiência de precipitação que limita ou impede o crescimento e desenvolvimento da vida vegetal e animal. Ambientes sujeitos a elevada aridez tendem a ter vegetação esparsa ou mesmo ausente, sendo em geral designados por regiões de clima árido ou desértico. Cerca de 30% da superfície emersa da Terra é ocupada por regiões consideradas como de elevada aridez.

## Descrição
A aridez é um fenómeno climático resultante de uma baixa precipitação face à capacidade evaportiva resultante da temperatura do ar e da humidade relativa prevalecentes na região, fatores que se traduzem no evapotranspirativo do ambiente local. Nas chamadas regiões áridas, a precipitação é persistentemente inferior à evapotranspiração potencial (denominada ETP), ou seja o potencial evapotranspirativo é superior ao aporte hídrico trazido pela precipitação.
A aridez, em diversos graus, está presente em quase 30% das terras emersas, distribuindo-se por várias latitudes, embora as regiões mais afetadas se concentrem em zonas áridas próximas dos trópicos devido à presença nessas regiões da parte descendente das células de Hadley.
As zonas áridas são caracterizadas por um déficit crónico de precipitação e a aridez é tradicionalmente caracterizado pela seca, especialmente quando esta limita severamente o crescimento vegetal ou faz com que as plantas morram. O aquecimento global, e as consequentes mudanças climáticas ameaçam vastas regiões do planeta com uma crescente aridificação, aqui entendida como uma mudança gradual ou repentina no clima levando a uma situação de crescente aridez.
Sendo a aridez uma noção espacial, uma região pode ser qualificada como árida, mas o conceito não deve ser aplicado a períodos de tempo, embora seja frequente o uso, incorreto, de expressões como «mês de maior aridez» ou «verão árido».
Apesar das diferentes classificações climáticas em uso, existem três graus comuns em quase todos os índices de aridez:
- hiper-árido — precipitação média anual de 10 a 15 mm;
- árido — precipitação média anual de 50 a 150 mm na zona tropical, distribuída em chuvas sazonais;
- semi-árido — precipitação média anual até 500 mm, com sazonalidade acentuada.

A aridez é causada principalmente pela crista subtropical, um cinturão de anticiclones subtropicais semi-permanentes (gerando os desertos zonais e costeiros). Também pode ser devido à ocorrência de subsidência do ar atrás de um obstáculo no relevo favorecendo o efeito foehn no caso de desertos resultantes de sombra orográfica, ou mesmo ao afastamento da região em relação às costa, o que limita a chegada da humidade proveniente do oceano.
Quanto maior o albedo (refletividade), menor a absorção e a radiação é refletida de volta para o espaço. No caso de um domínio árido, o albedo é muito alto e muita energia solar é refletida, privando a vegetação de potencial de desenvolvimento ao mesmo tempo que serve para aquecer o ar que promove a evapotranspiração e a aridificação.
Ao nível do solo, a aridez leva a uma rarefação dos seres vivos e a uma adaptação destes a essas condições xéricas. Causa lacunas hidrológicas: chuvas baixas e irregulares, poucas redes hidrográficas ou redes hidrográficas pouco desenvolvidas. Por fim, há um processo de erosão pelo vento e acúmulo acelerado de areias acompanhado de esgotamento do solo e falta de água.

## Climas áridos
Uma região é árida quando é caracterizada por uma grave falta de água disponível, a ponto de dificultar ou impedir o crescimento e desenvolvimento da vida vegetal e animal. Ambientes sujeitos a climas áridos tendem a carecer de vegetação e são chamados de xéricos ou desérticos. A maioria dos climas considerados áridos localizam-se próximo nos trópicos, em regiões que ocupam parte substancial da África, Ásia, América do Sul, América do Norte e Austrália.
As regiões de clima árido agrupam-se em duas grandes categorias:
- Desertos e regiões áridas zonais, resultantes do ramo descendente das células de Hadley, localizados ao longo dos trópicos:
  - Ao longo do Trópico de Câncer: Mojave (Estados Unidos) e mexicano, Saara, Deserto da Arábia, Irão, Deserto de Thar . O nome do estado de Arizona significa zona árida.
  - Ao longo do Trópico de Capricórnio: Deserto do Atacama, Calaári, desertos australianos.
- Desertos e regiões áridas não zonais, com diferente génese:
  - zonas de sombra a jusante da cordilheiras: desertos americanos da Grande Bacia, da Argentina;
  - interior dos continentes: desertos da Ásia Central;
  - devido às correntes marinhas frias das costas ocidentais dos continentes: desertos chileno-peruanos, Baja California, Namibe, Río de Oro.

O Manto de Gelo Antártico (o inlandsis antártico), bem como algumas áreas do Ártico, apresentam pouca precipitação e estão tecnicamente entre as regiões mais áridas do mundo. No entanto, estes não são ambientes onde a água esteja ausente, pois está presente na forma de gelo. A ausência de cobertura vegetal devido ao frio, mais do que a ausência de água, significa que não associamos necessariamente o clima dos mantos de gelo (ou inlandsis) ao discurso habitualmente dedicado à problemática da aridez.

## Índices de aridez
Um índice de aridez (IA) é um indicador numérico do grau de secura do clima em uma determinada região. Desde os anos finais do século XIX que vários índices de aridez foram sendo propostos, com usos diferentes e períodos de maior ou menor intensidade de utilização. Esses indicadores servem para identificar, localizar ou delimitar regiões com variável déficit de água disponível, condição que pode afetar severamente o uso efetivo da terra para atividades como agricultura ou pecuária.
O cálculo de um índice de aridez, assim como a classificação dos climas, sempre foi objeto de investigação em climatologia. Há uma infinidade de índices e fórmulas, alguns baseados em critérios climatológicos, outros biogeográficos.
Entre os índices de aridez mais conhecidos contam-se os de Köppen/Geiger, de Martonne (1926 a 1941), de Thornthwaite (1948), de Budyko e o de Bagnouls/Gaussen (1953 a 1957), índices de que adiante se dá uma breve descrição.

### Índice de Köppen/Geiger
Nos anos iniciais do século XX, Wladimir Köppen e Rudolf Geiger desenvolveram um conceito de classificação climática na qual as regiões áridas são definidas como aqueles locais onde em média a precipitação total anual (em centímetros) é menor que {\displaystyle R/2}, onde:
- {\displaystyle R=2\times T} — se a precipitação ocorrer principalmente na estação fria;
- {\displaystyle R=2\times T+14} — se a precipitação for uniformemente distribuída ao longo do ano;
- {\displaystyle R=2\times T+28} — se a precipitação ocorrer principalmente na estação quente.

onde {\displaystyle T} é a temperatura do ar média anual em graus Celsius.
Esta foi uma das primeiras tentativas de definir um índice de aridez capaz de reflectir os efeitos do regime térmico e da quantidade e distribuição da precipitação na determinação da vegetação natural possível numa região. O índice reconhece a importância da temperatura em permitir que lugares mais frios, como o norte Canadá sejam vistos como húmidos com o mesmo nível de precipitação que alguns desertos tropicais, devido aos níveis mais baixos de evapotranspiração potencial nos lugares mais frios. Nos subtrópicos, a consideração da distribuição da precipitação entre as estações quentes e frias reconhece que as chuvas de inverno são mais eficazes para o crescimento das plantas que podem florescer no inverno e ficar dormentes no verão do que a mesma quantidade de chuva de verão durante a estação quente. Assim, um lugar como Atenas, na Grécia que recebe a maior parte de suas chuvas no inverno pode ser considerado como tendo um clima húmido (como atestado pela vegetação) com aproximadamente a mesma quantidade de chuva que impõe condições semidesérticas em Midland, Texas, onde as chuvas ocorrem em grande parte no verão.

### Índice de Bagnouls/Gaussen
O índice de aridez de Bagnouls/Gaussen (AIBG), frequentemente designado apenas por índice de aridez de Gaussen, foi desenvolvido por François Bagnouls e Henri Gaussen, sendo calculado mês a mês, considerando-se que um determinado mês é árido quando se verifica a seguinte condição:
{\displaystyle P<{2\times T}}
onde {\displaystyle P} é a precipitação total (em mm) no mês; e {\displaystyle T} é a temperatura média mensal do ar (°C) no mesmo mês.
Este índice de aridez é útil quando utilizado na construção de um diagrama ombrotérmico, em geral construídos recorrendo à escala  1 °C = milímetro.

### Índice de Martonne
O índice de aridez de Martone (AIM), desenvolvido pelo geógrafo e climatologista Emmanuel de Martonne, permite determinar o grau de aridez de uma região com base na precipitação e na temperatura do ar. Para o calcular o índice de aridez anual é utilizada a fórmula:
{\displaystyle AI_{M}={\frac {P}{T+10}}}
onde {\displaystyle P} designa a precipitação total anual e {\displaystyle T} a temperatura média anual do ar (ºC). Quando calculada para um determinado mês, a fórmula assume a forma:
{\displaystyle I={\frac {12p}{t+10}}}
onde {\displaystyle p} designa a precipitação total no mês e {\displaystyle t} a temperatura média no mês.
Quando calculado na base anual, os limites que definem vários graus de aridez e as áreas aproximadas envolvidas são os seguintes:
| {\displaystyle I=0}                  | |
| Regiões hiper-áridas Déserts absolus | (Atacama (Chile) Pavimento desértico de Tanezrufte (Saara) Vale da Morte)                                                         |
| {\displaystyle I=5}                  | |
| Regiões áridas Regiões desérticas    | Saara Os desertos do Arizona e de Sonora Deserto de Cavir (Irão) Deserto de Thar (Índia) Deserto de Tabernas (próximo de Almería) |
| {\displaystyle I=10}                 | |
| Regiões semi-áridas                  | Sahel Calaári Chaco (Argentina) Nordeste (Brasil)                                                                                 |
| {\displaystyle I=20}                 | |
| Regiões semi-húmidas                 | |
| {\displaystyle I=30}                 | |
| Regiões húmidas                      | |
| {\displaystyle I=55}                 | |

### Índice de Thornthwaite
Em 1948, C. W. Thornthwaite propôs um índice de aridez (AIT) definido como:
{\displaystyle AI_{T}=100\times {\frac {d}{n}}}
em que a deficiência hídrica {\displaystyle d} é calculada como a soma das diferenças mensais entre a precipitação e a evapotranspiração potencial para os meses em que a precipitação normal é inferior à evapotranspiração normal; e onde {\displaystyle n} representa a soma dos valores mensais da evapotranspiração potencial para os meses deficientes. Este índice de aridez foi posteriormente usada para delinear as zonas áridas do mundo no contexto do programa de inventarieação de zonas áridas da UNESCO (UNESCO Arid Zone Research).

### Índice de Budyko
Nos preparativos para a Conferência das Nações Unidas sobre Desertificação (UNCOD), o Programa das Nações Unidas para o Meio Ambiente (UNEP) emitiu um mapa da distribuição global da aridez baseado num índice de aridez (AIB) proposto originalmente em 1958 por Mikhail Ivanovich Budyko e definido da seguinte forma:
{\displaystyle AI_{B}=100\times {\frac {R}{LP}}}
onde {\displaystyle R} é a radiação solar líquida média anual (também conhecida como balanço de radiação líquida), {\displaystyle P} é a precipitação média anual e {\displaystyle L} é a calor latente de evaporação da água. Este índice é adimensional e as variáveis {\displaystyle R}, {\displaystyle L} e {\displaystyle P} podem ser expressas em qualquer sistema de unidades que seja autoconsistente.

### Índice UNEP
Mais recentemente, o UNEP (ou PNUMA) adotou um índice de aridez (AIU), definido como:
{\displaystyle AI_{U}={\frac {P}{PET}}}
onde {\displaystyle PET} é a evapotranspiração potencial e {\displaystyle P} é a precipitação anual média. Nesta formulação, {\displaystyle PET} e {\displaystyle P} devem ser expressos nas mesmas unidades, por exemplo, em milímetros. Neste último caso, os limites que definem vários graus de aridez e as áreas aproximadas envolvidas são os seguintes:
| Classificação   | Índice de aridez | % área emersa global |
| --------------- | ---------------- | -------------------- |
| Hiperárido      | AI < 0.05        | 7.5%                 |
| Árido           | 0.05 < AI < 0.20 | 12.1%                |
| Semi-árido      | 0.20 < AI < 0.50 | 17.7%                |
| Sub-húmido seco | 0.50 < AI < 0.65 | 9.9%                 |

## Variação temporal
A distribuição da aridez observada em qualquer ponto no tempo é em grande parte o resultado da circulação geral da atmosfera. Esta última muda significativamente ao longo do tempo em resultado das mudanças climáticas. Por exemplo, o aumento da temperatura (de 1,5 a 2,1%) em toda a Bacia do Nilo nos próximos 30 a 40 anos pode mudar a região de semi-árida para árida, resultando numa redução significativa das terras agrícolas disponíveis naquela região. Além disso, mudanças no uso da terra podem resultar em maiores consumos da água do solo e induzir um maior grau de aridez.